# Rowan Varty
Rowan Varty (chiń. 華路雲, ur. 20 marca 1986 r. w Londynie) – hongkoński rugbysta, wielokrotny reprezentant regionu na arenie międzynarodowej zarówno w odmianie siedmio- jak i piętnastoosobowej. Medalista igrzysk azjatyckich i wschodnioazjatyckich, uczestnik pucharu świata w rugby 7 i World Games, drużynowy mistrz Azji w rugby 7, w 2015 roku wybrany przez kibiców najlepszym zawodnikiem miejscowej reprezentacji siedmioosobowej w historii.

## Młodość
Rowan wychowywał się w Hongkongu, uczęszczał do tamtejszych szkół: Beacon Hill School, a następnie King George V School. W KGV odznaczał się wybitnymi wynikami nie tylko naukowymi, ale także sportowymi. Na gali Bauhinia Bowl Awards w 2003 roku zdobył tytuł najlepszego w Hongkongu młodzieżowego sportowca roku (2003 Sportsboy of the year), a podczas kolejnej edycji otrzymał nagrodę dla wyróżniającego się sportowca w kategorii rugby chłopców.
Na pierwszy trening mini rugby trafił w wieku dziewięciu lat, po tym jak rodzice zabrali go na trybuny podczas turnieju Hong Kong Sevens. Umiejętności sportowe rozwijał w klubie DeA Tigers, skąd trafił do reprezentacji Hongkongu do lat 14 i 16.
W styczniu 2003 roku 16-letni Varty zadebiutował w kadrze do lat 19 i w swoim pierwszym spotkaniu, ze Sri Lanką zdobył hattrick przyłożeń. Mimo iż drużyna awansowała na Mistrzostwa Świata U-19, Varty jako zbyt młody nie został dopuszczony do udziału w turnieju.

## Przebieg kariery

### Do 2008
W 2003 roku znalazł się w składzie dotkniętej plagą kontuzji reprezentacji seniorów w rugby 7 na turniej King’s Cup w Bangkoku. W lutym 2004 roku dołączył na dobre do drużyny, z którą przygotowywał się do turnieju Hong Kong Sevens, jednak ostatecznie nie znalazł się w 12-osobowym składzie. Kilka miesięcy później trafił na zgrupowanie pierwszej reprezentacji „piętnastek”, debiutując w spotkaniu z Singapurem. W następnym meczu, z Chinami 18-latek wystąpił już w pierwszym składzie, zdobywając dwa przyłożenia. W tym samym roku rozpoczął studia prawnicze na angielskim Nottingham University.
W marcu 2005 roku wziął udział w swoim pierwszym turnieju Hong Kong Sevens, który pokrywał się wówczas z  Pucharem Świata. Choć Varty zdołał zdobyć przyłożenie w grupowym spotkaniu z Japonią, gospodarze przegrali wszystkie swoje mecze. W 2006 roku – z uwagi na studia na drugiej półkuli – nie znalazł się w drużynie na turniej w Hongkongu, mimo iż to jego podobizna widniała na plakatach reklamujących zawody. Niemniej wziął udział w późniejszych imprezach: w Singapurze, na Sri Lance czy w ramach katarskich Igrzysk Azjatyckich. Podczas zawodów w Dosze Hongkończycy, po porażce w fazie grupowej z Koreą Południową, zajęli rozczarowujące piąte miejsce. Także w kolejnym roku na arenie międzynarodowej Varty występował wyłącznie w rozgrywkach siedmioosobowych (wziął m.in. udział w oficjalnych turniejach IRB na własnym terenie czy na Sri Lance).
Przełomowy dla międzynarodowej kariery młodego skrzydłowego okazał się rok 2008, kiedy to ukończył studia w Anglii. Wraz z zespołem siedmioosobowym automatycznie zakwalifikował się do turnieju Hong Kong Sevens, a jesienią zapewnił sobie awans na rozgrywane w kolejnym roku mistrzostwa świata. W drużynie piętnastoosobowej wystąpił we wszystkich ośmiu spotkaniach międzynarodowych, w tym w czterech w ramach Asian Five Nations (mistrzostw Azji). Zdobył też pięć przyłożeń, w tym – co warte odnotowania – trzy w przegranym 29:75 wyjazdowym spotkaniu z Japonią (pozostałe dwa w spotkaniu z Chińskim Tajpej). Wiosną Varty został uhonorowany mianem najlepszego zawodnika w regionie; otrzymał także zaproszenie do reprezentowania podczas turnieju Rome Sevens zespołu Penguins, brytyjskiego „wyjazdowego” klubu rugby. Ponadto we wrześniu, obok Marka Wrighta i Keitha Robertsona został jednym z trzech pierwszych profesjonalnych hongkońskich rugbystów. Po raz pierwszy Hong Kong Rugby Football Union (HKRFU) zaoferowało wówczas zawodnikom reprezentacji profesjonalne kontrakty, umożliwiając im ponadto treningi w silniejszych pod względem sportowym krajach. Na mocy porozumienia Varty przez jeden sezon trenować miał z zespołem angielskiej Premiership London Irish i grać w niżej sklasyfikowanej drużynie Esher.

### Lata 2009–2011
W 2009 roku uczestniczył w serii turniejów międzynarodowych, zarówno z zespołem „siódemek”, jak i „piętnastek”. W marcu wraz z reprezentacją w rugby 7 wziął udział w Pucharze Świata, który zorganizowano w Dubaju. Po trzech porażkach w grupie zespół trafił do etapu „Bowl”, najniższej części turniejowej drabinki. Następnie po zwycięstwie nad Włochami Hongkong odpadł w ćwierćfinale Bowl przegrywając z Irlandią. W tym samym miesiącu Varty znalazł się w składzie na turniej Hong Kong Sevens. Gospodarze po zwycięstwach nad Portugalią i Tonga zajęli drugie miejsce w grupie i awansowali do fazy Plate, gdzie jednak ulegli Kanadyjczykom. W maju z reprezentacją „piętnastek” uczestniczył w turnieju Asian Five Nations – w spotkaniu z reprezentacją Singapuru zawodnik DeA Tigers zdobył hattrick przyłożeń, jednak wygrany 64:6 mecz był jedynym zwycięstwem Hongkończyków w rozgrywkach. Z kolei w lipcu Varty brał udział w turnieju rugby 7 będącym częścią World Games 2009, które rozgrywano na Tajwanie. Podczas tych zawodów reprezentanci Hongkongu przegrali wszystkie swoje mecze i zajęli ostatnie, ósme miejsce. Następnie we wrześniu uczestniczył w inaugurujących nowe rozgrywki mistrzostw Azji w rugby 7 zawodach Shanghai Sevens. Niedługo później ogłoszono, że władze HKRFU zrezygnowały z pomysłu kontraktów zawodowych dla swoich wyróżniających się graczy. W grudniu podczas rozgrywanych w Hongkongu Igrzysk Azji Wschodniej gospodarze dotarli do finału, gdzie mimo dwóch przyłożeń Varty’ego przegrali z Japonią. Jeszcze przed końcem roku ten uczestniczył w pierwszej w historii reprezentacji Hongkongu w rugby piętnastoosobowej serii spotkań w Europie (rywalami były reprezentacje Niemiec, Holandii i Czech).
W marcu 2010 roku podczas turnieju Hong Kong Sevens reprezentacja gospodarzy po słabych wynikach w fazie grupowej odniosła zwycięstwo w sekcji Shield (tytuł trzeciej kategorii). Dwa przyłożenia Varty’ego w finale  z Rosją pomogły Hongkończykom sięgnąć po pierwsze od 2001 trofeum w rozgrywkach. Dwa miesiące później zawodnik DeA Tigers uczestniczył w kolejnej edycji Asian Five Nations, które to rozgrywki służyły jednocześnie za kwalifikacje do Pucharu Świata 2011. Szansę na awans do nowozelandzkiego turnieju reprezentacja Hongkongu straciła ostatecznie po bardzo wysokiej porażce z Japonią. Latem Varty podpisał kontrakt z beniaminkiem japońskiej Top League – Toyota Industries Shuttles. Drużyna po zaledwie jednym sezonie spadła z ligi. Jesienią znalazł się w składzie reprezentacji „siódemek”, która dotarła do finału Igrzysk Azjatyckich rozgrywanych w chińskim Kantonie. Mimo porażki w finale z Japonią 21:28, rugbyści wywalczyli pierwszy w historii Hongkongu medal tej imprezy w sportach drużynowych.
Po zakończeniu sezonu w Japonii, Varty wrócił do swojego macierzystego klubu, DeA Tigers. W 2011 roku dotarł z nim do finału Hong Kong Premiership, gdzie jednak „Tygrysy” musiały uznać wyższość rywali z zespołu Valley R.F.C.. Następnie tradycyjnie już wziął udział w dorocznym turnieju „siódemek” i mistrzostwach Azji „piętnastek” (przyłożenia w spotkaniach z Japonią i Sri Lanką). Przed turniejem Shanghai Sevens inaugurującym nową edycję mistrzostw Azji w rugby 7 wobec kontuzji Marka Wrighta został wybrany kapitanem drużyny narodowej. W grudniu wraz z reprezentacją w rugby piętnastoosobowym uczestniczył w towarzyskim turnieju Cup of Nations. Hongkończycy zwyciężyli we wszystkich trzech spotkaniach – ze Zjednoczonymi Emiratami Arabskimi, Kenią i Brazylią, a Varty w każdym z tych spotkań zdobywał po przyłożeniu.

### Lata 2012–2014

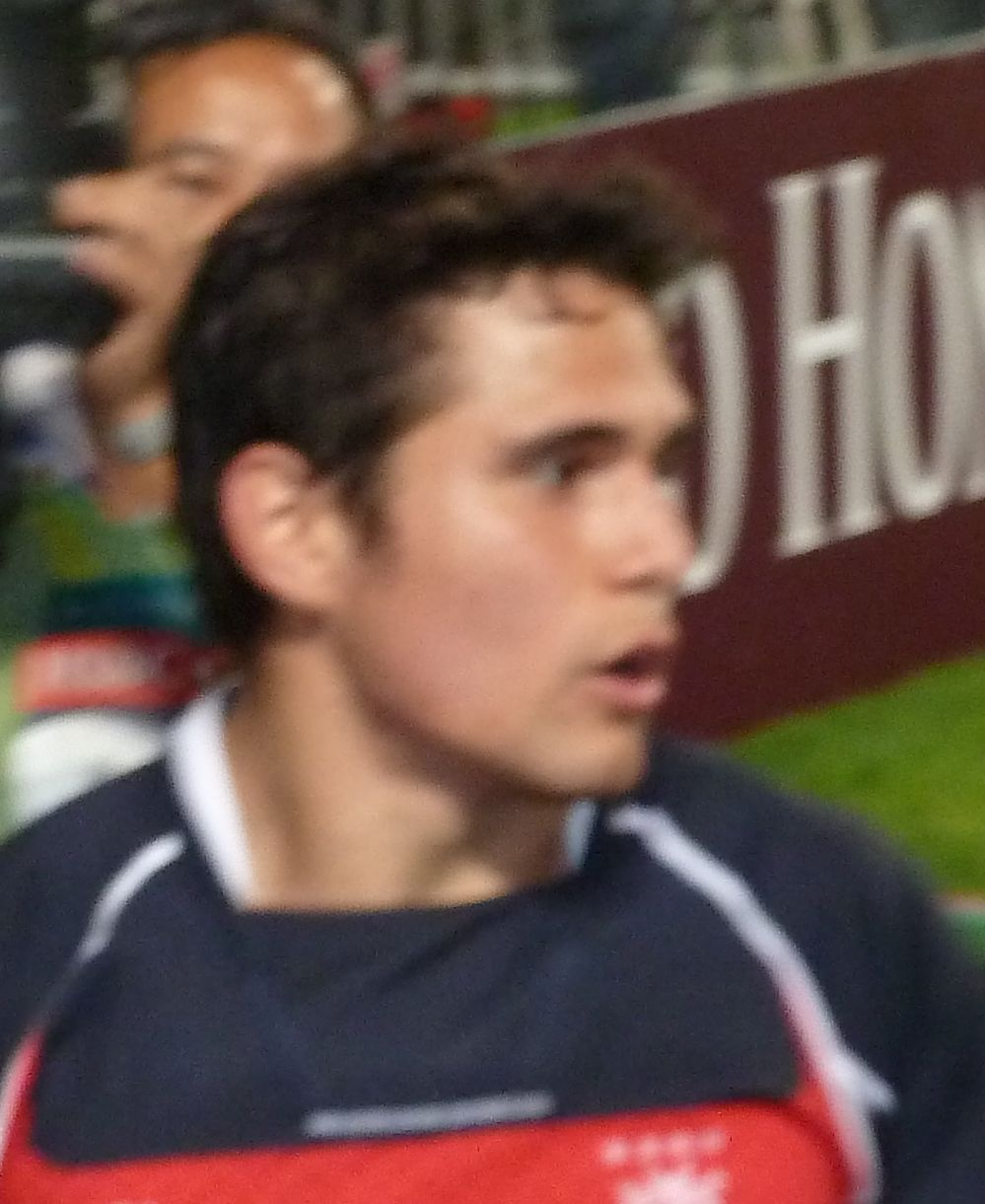
Varty podczas turnieju Hong Kong Sevens 2012

W związku z zapowiedzianą reformą rozgrywek i powiększeniem liczby stałych uczestników cyklu Sevens World Series począwszy od sezonu 2012/2013, w 2012 roku głównym celem reprezentacji Hongkongu w rugby siedmioosobowym było zapewnienie sobie jednego z trzech dostępnych miejsc. Decyzją IRB promocję uzyskiwały trzy najlepsze drużyny fazy Shield turnieju Hong Kong Sevens 2012. Gospodarze pod wodzą Varty’ego pokonali wszystkich rywali w fazie grupowej (Urugwaj, Tonga i Chiny), po czym raz jeszcze nie byli w stanie pokonać lokalnych rywali, Japonii, i odpadli w fazie ćwierćfinałowej. Pod koniec kwietnia, w inaugurującym kolejną edycję turnieju Asian Five Nations meczu ze Zjednoczonymi Emiratami Arabskimi zawodnik DeA Tigers zdobył cztery przyłożenia. Tym samym w swoich sześciu kolejnych meczach w reprezentacji zdobył dziewięć przyłożeń. Następnie dołączył do reprezentacji „siódemek”, która po zwycięstwach w regionalnych turniejach w Szanghaju i Mumbaju (w trzecim, Borneo Sevens dotarła do finału) sięgnęła po pierwsze w historii Hongkongu mistrzostwo Azji w tej dyscyplinie. Dwa tygodnie później w Singapurze Varty wraz z zespołem brał udział w czwartym turnieju, który rozstrzygał o kwalifikacji do Pucharu Świata rozgrywanego w Moskwie w czerwcu 2013 roku (awans uzyskiwały trzy czołowe drużyny). Hongkończycy dotarli do finału z Japonią, gdzie dwupunktowe zwycięstwo wywalczyli rywale.
Rok 2013 w wykonaniu urodzonego w Londynie rugbysty podporządkowany był niemal w całości rozgrywkom w skróconej odmianie rugby. W trakcie zawodów w Hongkongu gospodarze przegrali wszystkie trzy spotkania grupowe i trafili do dolnej części drabinki turniejowej. Po zwycięstwie nad Argentyną i Stanami Zjednoczonymi miejscowa drużyna awansowała do finału fazy Bowl. W nim lepsi okazali się faworyzowani Anglicy, którzy wygrali w stosunku 42:5. W maju drużyna Varty’ego brała udział w turnieju London Sevens, który stanowił kwalifikacje do kolejnej edycji Sevens World Series. W fazie ćwierćfinałowej Hongkończycy przegrali z Hiszpanią – drużyną, której w mijającym sezonie przysługiwał tytuł stałego członka cyklu. W międzyczasie 27-latek otrzymał zaproszenie do drużyny Barbarian F.C. – „Baa-Baas” pod koniec maja rozgrywali dwa spotkania: z reprezentacją Anglii na stadionie Twickenham w Londynie, a następnie na Hong Kong Stadium z British and Irish Lions, którzy udawali się na serię spotkań do Australii. W powszechnym przeświadczeniu obecność w składzie Varty’ego miała zachęcić miejscowych kibiców do przybycia na mecz z Lions, stąd o ile występ hongkońskiego zawodnika na Twickenham stał pod znakiem zapytania, o tyle miejsce w szerokim, 23-osobowym zestawieniu na drugi mecz miał on mieć niejako zagwarantowane. Kiedy wychowanek DeA Tigers pojawił się na boisku na ostatnich 18 minut spotkania z Anglikami, został pierwszym hongkońskim członkiem elitarnego klubu Barbarians. Wysoka porażka z zasadniczo drugą reprezentacją sprawiła, że ówczesny trener klubu zdecydował się wystawić przeciwko Lions najsilniejszy dostępny skład. Oznaczało to pominięcie jedynego reprezentanta gospodarzy, który w dniu meczu jedynie pozostawał w pogotowiu z uwagi na niezaleczony uraz Mike’a Tindalla. Niefortunny obrót wypadków został odnotowany zarówno przez miejscową jak i międzynarodową prasę. Ostatecznie Baa-Baas – bez hongkońskiego zawodnika – ulegli British and Irish Lions 8:59. Mniej więcej miesiąc później, w czasie czerwcowych mistrzostw świata Varty i koledzy z reprezentacji w fazie grupowej odnieśli tylko jedno zwycięstwo, 17:15 nad Portugalią, co wobec wysokich porażek z Anglią i Argentyną pozwoliło zaledwie na zajęcie ostatniego miejsca w grupie. Następnie w ćwierćfinale fazy „Bowl” ulegli Gruzji i odpadli z dalszych rozgrywek. Zaledwie dwa dni później Hongkończycy – jako mistrzowie Azji – rozpoczęli swój udział w World Games w kolumbijskim mieście Cali. Po porażkach z Południową Afryka i Kanadą oraz zwycięstwie nad ekipą gospodarzy, drużyna HKRFU z trzeciego miejsca awansowała do fazy pucharowej. Porażka z Francją spowodowała, że Azjaci trafili do dolnej połówki zawodów. Tam zwycięstwa nad Urugwajem i Brazylią dały Varty’emu wraz z kolegami piąte miejsce na osiem startujących drużyn. We wrześniu reprezentacja Hongkongu uczestniczyła w turnieju rugby 7 w ramach Chińskich Igrzysk Narodowych w Liaoningu. Dotarła tam do finału rozgrywek, gdzie mimo prowadzenia z Szantungiem 12:0 przegrała ostatecznie w kontrowersyjnych okolicznościach 12:14. Niedługo później, tuż przed turniejem Thailand Sevens w ramach Asian Rugby Sevens Series, Varty zrezygnował z funkcji kapitana reprezentacji siedmioosobowej. Jednocześnie chcąc poświęcić więcej uwagi karierze prawniczej, zdecydował się na jedynie częściowe stypendium Hongkońskiego Instytutu Sportu (HKSI). Kolejną zmianę przyniósł grudzień 2013 roku, kiedy to HKSI utworzył specjalny program dla 40 miejscowych rugbystów, w tym Varty’ego, w nadziei na kwalifikację do Igrzysk Olimpijskich w Rio.
Początek roku 2014 ponownie upłynął urodzonemu w Londynie zawodnikowi pod znakiem przygotowań do turnieju Hong Kong Sevens. W samym turnieju głównym – raz jeszcze podzielonym na część dla stałych uczestników cyklu i turniej kwalifikacyjny – reprezentacja gospodarzy zaliczyła cztery kolejne zwycięstwa (trzy w fazie grupowej, z Tunezją, Samoa Amerykańskim i Włochami oraz z Chile w fazie ćwierćfinałowej). W półfinale Hongkończycy przegrali jednak 0:12 z reprezentacją Italii, którą dzień wcześniej pokonali w stosunku 19:0. Na przełomie kwietnia i maja Varty dołączył do reprezentacji „piętnastek” przygotowującej się do Asian Five Nations. W pierwszym meczu turnieju zdobył jedno z szesnastu przyłożeń swojej drużyny, a Hongkong rozgromił Filipiny 108:0. Reprezentacja regionu straciła szansę na końcowe zwycięstwo i bezpośredni awans do Pucharu Świata w Anglii, przegrywając w ostatniej kolejce z faworyzowaną Japonią. Niemniej drugie miejsce w tabeli uprawniało Hongkończyków do udziału w międzykontynentalnym barażu. W rozegranym w Montevideo spotkaniu pierwszej rundy Varty wystąpił w podstawowym składzie, jednak Azjaci przegrali z gospodarzami, Urugwajem, aż 3:28. W październiku Varty wraz z reprezentacją w rugby 7 wywalczył drugie w swojej karierze mistrzostwo Azji – drużyna Hongkongu odniosła zwycięstwa we wszystkich trzech turniejach rankingowych, na własnym terenie, w Kuala Lumpur i Pekinie. Także w październiku ten sam zespół wywalczył srebro podczas Igrzysk Azjatyckich w Inczon w Korei Południowej, po raz kolejny w najważniejszym meczu ulegając Japończykom, tym razem 12:14. Niewiele wcześniej Varty zmienił barwy klubowe – przeniósł się z drużyny Tigers, której był wychowankiem, do Hong Kong Cricket Club (HKCC). W pierwszej połowie listopada zawodnik wziął jeszcze udział w spotkaniach reprezentacji w pełnej odmianie rugby, która dwukrotnie mierzyła się z Rosją o towarzyski tytuł „Ustinov Cup”. Pomimo tego, że skrzydłowy w obu spotkaniach przykładał piłkę na polu punktowym rywali, to jednak Rosjanie w obu przypadkach wychodzili z pojedynków zwycięsko.

### Lata 2015–2017
W marcu 2015 roku Varty wziął udział w swoim dziesiątym turnieju Hong Kong Sevens. Nowy sezon „siódemek” rozpoczynający się jesienią tego samego roku był dla hongkońskich rugbystów najważniejszy od wielu lat, gdyż oprócz próby obrony tytułu mistrza Azji mieli oni w perspektywie kwalifikacje do turnieju olimpijskiego w Rio de Janeiro. Tym większym rozczarowaniem były wyniki drużyny, która w rozgrywkach Asian Rugby Sevens Series zajęła co prawda drugie miejsce, jednak w poszczególnych turniejach zajmowała lokaty piątą, trzecią i drugą. W listopadzie hongkońska kadra brała udział w azjatyckim turnieju kwalifikacyjnym do igrzysk olimpijskich 2016. Zespół Varty’ego dotarł do finału z kompletem zwycięstw, jednak w finale raz jeszcze trafił na Japonię, której uległ 24:10. Niemniej awans do fazy półfinałowej dał reprezentantom Hongkongu przepustkę do późniejszego turnieju repasażowego.
Wiosną 2016 roku po raz jedenasty brał udział w Hong Kong Sevens, gdzie gospodarze awansowali do finału fazy kwalifikacyjnej, decydującej o awansie do przyszłej edycji cyklu World Series. W ostatnim meczu Hongkończykom przyszło się jednak mierzyć z Japonią, która ostatecznie zwyciężyła 24:14. W maju Varty rywalizował z tym samym przeciwnikiem, jednak wraz z reprezentacją w rugby piętnastoosobowym, w ramach Asia Rugby Championship. Następnie w czerwcu wraz z zespołem „siódemek” uczestniczył w olimpijskim turnieju ostatniej szansy, który zorganizowano w Monako. Odniósłszy komplet zwycięstw w grupie, hongkońska kadra odpadła w fazie ćwierćfinałowej po porażce z Samoa. Końcowe zwycięstwo odnieśli Hiszpanie, których zespół z Azji pokonał pierwszego dnia turnieju w czasie rozgrywek grupowych. Jesienią zawodnik HKCC uczestniczył w mistrzostwach Azji w rugby 7, które przyniosły mu trzeci złoty medal w karierze. Następnie znalazł się w składzie reprezentacji „piętnastek” na mecz z Zimbabwe w ramach towarzyskiego turnieju Cup of Nations.
Varty wraz z kolegami z reprezentacji w rugby 7 rok 2017 rozpoczął od styczniowego turnieju towarzyskich zmagań na Fidżi, by następnie brać udział w zawodach Borneo Sevens, turnieju kwalifikacyjnym podczas Hong Kong Sevens (porażka w ćwierćfinale), a w końcu Singapore Sevens w ramach World Rugby Sevens Series. W maju wziął także udział w pierwszym spotkaniu z Japonią w ramach Asia Rugby Championship.
Występy w reprezentacjach zakończył w 2017 roku, notując 43 występy w kadrze 15-osobowej i 59 turniejów  w rugby 7. Wkrótce zakończył karierę sportową z uwagi na kolejne wstrząśnienia mózgu, jakich doznawał od 2015 roku.

## Statystyki
Stan na koniec 2017 roku. W przypadku dwóch spotkań brak jest danych dla jednoznacznego potwierdzenia udziału zawodnika.
Podając wynik, na pierwszym miejscu wskazano punkty reprezentacji Hongkongu.
| Lista meczów międzynarodowych | Lista meczów międzynarodowych | Lista meczów międzynarodowych | Lista meczów międzynarodowych | Lista meczów międzynarodowych | Lista meczów międzynarodowych   | Lista meczów międzynarodowych | Lista meczów międzynarodowych |
| Lp.                           | Data                          | Przeciwnik                    | Miasto                        | Wynik                         | Rodzaj spotkania                | Przyłożenia                   | Przypisy                      |
| ----------------------------- | ----------------------------- | ----------------------------- | ----------------------------- | ----------------------------- | ------------------------------- | ----------------------------- | ----------------------------- |
| 1                             | 22 maja 2004(dts)             | Singapur                      | Singapur                      | 47:14                         | Asian Rugby Series              |                               | [ 14 ]                        |
| 2                             | 5 czerwca 2004(dts)           | Chiny                         | Hongkong                      | 27:9                          | Asian Rugby Series              |                               | [ 15 ]                        |
| 3                             | 6 stycznia 2008(dts)          | Chińskie Tajpej               | Hongkong                      | 64:17                         | mecz towarzyski                 |                               | [ 33 ] [ 131 ]                |
| 4                             | 9 stycznia 2008(dts)          | Chińskie Tajpej               | Hongkong                      | 52:27                         | mecz towarzyski                 |                               | [ 132 ]                       |
| 5                             | 5 kwietnia 2008(dts)          | Tunezja                       | Hongkong                      | 25:12                         | mecz towarzyski                 |                               | [ 133 ] [ 134 ]               |
| [ c ]                         | 12 kwietnia 2008(dts)         | Tunezja                       | Tunis                         | 9:29                          | mecz towarzyski                 |                               | [ 135 ]                       |
| 6                             | 26 kwietnia 2008(dts)         | Zatoka Perska                 | Al-Ajn                        | 20:12                         | Asian Five Nations              |                               | [ 29 ] [ 136 ]                |
| 7                             | 3 maja 2008(dts)              | Kazachstan                    | Hongkong                      | 23:17                         | Asian Five Nations              |                               | [ 30 ]                        |
| 8                             | 18 maja 2008(dts)             | Japonia                       | Niigata                       | 29:75                         | Asian Five Nations              |                               | [ 31 ] [ 137 ]                |
| 9                             | 24 maja 2008(dts)             | Korea Południowa              | Hongkong                      | 24:50                         | Asian Five Nations              |                               | [ 32 ]                        |
| 10                            | 2 maja 2009(dts)              | Japonia                       | Hongkong                      | 6:59                          | Asian Five Nations              |                               | [ 138 ] [ 139 ]               |
| 11                            | 9 maja 2009(dts)              | Korea Południowa              | Seul                          | 34:36                         | Asian Five Nations              |                               | [ 140 ]                       |
| 12                            | 16 maja 2009(dts)             | Singapur                      | Hongkong                      | 64:6                          | Asian Five Nations              |                               | [ 38 ] [ 39 ]                 |
| 13                            | 24 maja 2009(dts)             | Kazachstan                    | Ałmaty                        | 6:25                          | Asian Five Nations              |                               | [ 141 ] [ 40 ]                |
| 14                            | 12 grudnia 2009(dts)          | Niemcy                        | Heidelberg                    | 14:24                         | mecz towarzyski                 |                               | [ 142 ]                       |
| 15                            | 16 grudnia 2009(dts)          | Czechy                        | Praga                         | 5:17                          | mecz towarzyski                 |                               | [ 143 ]                       |
| 16                            | 19 grudnia 2009(dts)          | Holandia                      | Amsterdam                     | 10:25                         | mecz towarzyski                 |                               | [ 144 ]                       |
| 17                            | 24 kwietnia 2010(dts)         | Korea Południowa              | Hongkong                      | 32:8                          | Asian Five Nations, kwal. PŚ    |                               | [ 145 ]                       |
| 18                            | 30 kwietnia 2010(dts)         | Zatoka Perska                 | Manama                        | 9:16                          | Asian Five Nations, kwal. PŚ    |                               | [ 146 ]                       |
| 19                            | 8 maja 2010(dts)              | Kazachstan                    | Hongkong                      | 19:15                         | Asian Five Nations, kwal. PŚ    |                               | [ 147 ]                       |
| 20                            | 22 maja 2010(dts)             | Japonia                       | Tokio                         | 5:94                          | Asian Five Nations, kwal. PŚ    |                               | [ 49 ] [ 148 ]                |
| [ c ]                         | 16 kwietnia 2011(dts)         | Filipiny                      | Manila                        | 70:10                         | mecz towarzyski                 |                               | [ 149 ] [ 150 ]               |
| 21                            | 23 kwietnia 2011(dts)         | Kazachstan                    | Ałmaty                        | 23:10                         | Asian Five Nations              |                               | [ 151 ]                       |
| 22                            | 30 kwietnia 2011(dts)         | Japonia                       | Hongkong                      | 22:48                         | Asian Five Nations              |                               | [ 56 ] [ 57 ]                 |
| 23                            | 27 maja 2011(dts)             | Sri Lanka                     | Kolombo                       | 48:3                          | Asian Five Nations              |                               | [ 58 ] [ 59 ]                 |
| 24                            | 10 grudnia 2011(dts)          | Zjednoczone Emiraty Arabskie  | Dubaj                         | 72:14                         | mecz towarzyski, Cup of Nations |                               | [ 61 ] [ 152 ]                |
| 25                            | 13 grudnia 2011(dts)          | Kenia                         | Dubaj                         | 44:17                         | mecz towarzyski, Cup of Nations |                               | [ 62 ] [ 153 ]                |
| 26                            | 16 grudnia 2011(dts)          | Brazylia                      | Dubaj                         | 37:3                          | mecz towarzyski, Cup of Nations |                               | [ 63 ] [ 154 ]                |
| 27                            | 27 kwietnia 2012(dts)         | Zjednoczone Emiraty Arabskie  | Dubaj                         | 85:10                         | Asian Five Nations              |                               | [ 67 ] [ 155 ]                |
| 28                            | 5 maja 2012(dts)              | Korea Południowa              | Hongkong                      | 19:21                         | Asian Five Nations              |                               | [ 156 ]                       |
| 29                            | 19 maja 2012(dts)             | Japonia                       | Tokio                         | 0:67                          | Asian Five Nations              |                               | [ 157 ]                       |
| 30                            | 26 maja 2012(dts)             | Kazachstan                    | Hongkong                      | 55:0                          | Asian Five Nations              |                               | [ 158 ]                       |
| 31                            | 17 grudnia 2013(dts)          | Belgia                        | Hongkong                      | 28:17                         | mecz towarzyski                 |                               | [ 159 ]                       |
| 32                            | 21 grudnia 2013(dts)          | Belgia                        | Hongkong                      | 18:15                         | mecz towarzyski                 |                               | [ 160 ]                       |
| 33                            | 26 kwietnia 2014(dts)         | Filipiny                      | Hongkong                      | 108:0                         | Asian Five Nations, kwal. PŚ    |                               | [ 100 ]                       |
| 34                            | 3 maja 2014(dts)              | Sri Lanka                     | Kolombo                       | 41:10                         | Asian Five Nations, kwal. PŚ    |                               | [ 161 ]                       |
| 35                            | 10 maja 2014(dts)             | Korea Południowa              | Hongkong                      | 39:6                          | Asian Five Nations, kwal. PŚ    |                               | [ 162 ]                       |
| 36                            | 25 maja 2014(dts)             | Japonia                       | Tokio                         | 8:49                          | Asian Five Nations, kwal. PŚ    |                               | [ 101 ] [ 163 ]               |
| 37                            | 2 sierpnia 2014(dts)          | Urugwaj                       | Montevideo                    | 3:28                          | baraż kwal. PŚ                  |                               | [ 102 ]                       |
| 38                            | 8 listopada 2014(dts)         | Rosja                         | Hongkong                      | 10:31                         | mecz towarzyski, Ustinov Cup    |                               | [ 106 ] [ 164 ]               |
| 39                            | 15 listopada 2014(dts)        | Rosja                         | Hongkong                      | 17:39                         | mecz towarzyski, Ustinov Cup    |                               | [ 107 ] [ 165 ]               |
| 40                            | 28 maja 2016(dts)             | Japonia                       | Tokio                         | 17:59                         | Asia Rugby Championship         |                               | [ 166 ]                       |
| 41                            | 15 listopada 2016(dts)        | Zimbabwe                      | Hongkong                      | 34:11                         | mecz towarzyski, Cup of Nations |                               | [ 122 ]                       |
| 42                            | 6 maja 2017(dts)              | Japonia                       | Tokio                         | 17:29                         | Asia Rugby Championship         |                               | [ 128 ] [ 167 ]               |

## Nagrody i wyróżnienia
- Przyznawane przez Hongkoński Komitet Olimpijski odznaczenie „Chief Executive’s Commendation for Community Service”
  - 2011[168]
  - 2015[169]
- Wyróżnienie HKRFU „Hong Kong’s Hometown Legend” (2015)[4]
- miejsce w galerii sław rodzimej federacji (HKRFU Hall of Fame, 2019)[129]

## Życie osobiste
Varty ma mieszane, azjatycko-europejskie korzenie. Jego ojciec Paul, wychowany w Hongkongu Anglik, pracował w przeszłości jako biegły rzeczoznawca. Matka Corinne urodziła się w Hongkongu w wywodzącej się z Makau prawniczej rodzinie Remedios o zarówno chińskich jak i portugalskich korzeniach. Podobnie jak Rowan, z rugby związała się także jego młodsza siostra, Lindsay.
Rowan urodził się w Londynie, dokąd jego rodzice udali się specjalnie w tym celu, wobec niepewnej sytuacji politycznej związanej ze zbliżającym się przekazaniem Hongkongu Chinom. W 2010, po blisko rocznych staraniach, zawodnikowi udało mu się uzyskać, kosztem brytyjskiego, hongkoński paszport przyznawany mieszkającym stale w Hongkongu obywatelom Chin. Dokument ten był niezbędny do ewentualnego uczestnictwa w igrzyskach olimpijskich w barwach regionu.
Ukończył studia prawnicze na Uniwersytecie w Nottingham, a następnie podyplomowe studium prawnicze (PCLL) na Uniwersytecie Hongkongu. W 2014 roku rozpoczął praktykę w zawodzie radcy prawnego (barrister).